# Roannes-Saint-Mary
Roannes-Saint-Mary (okzitanisch: Roana de Sant Mari) ist eine französische Gemeinde mit 1.104 Einwohnern (Stand: 1. Januar 2022) im Département Cantal und in der Region Auvergne-Rhône-Alpes. Sie gehört zum Arrondissement Aurillac und zum Kanton Maurs.

## Lage
Roannes-Saint-Mary liegt etwa sieben Kilometer südwestlich von Aurillac im Zentralmassiv, in der Châtaigneraie am Fluss Cère, der die Gemeinde im Nordwesten begrenzt. Umgeben wird Roannes-Saint-Mary von den Nachbargemeinden Ytrac im Norden, Arpajon-sur-Cère im Nordosten und Osten, Prunet im Osten, Lafeuillade-en-Vézie im Südosten, Marcolès im Süden und Südwesten, Saint-Mamet-la-Salvetat im Westen sowie Sansac-de-Marmiesse im Nordwesten.

## Bevölkerungsentwicklung
| Jahr                       | 1962 | 1968 | 1975 | 1982 | 1990 | 1999 | 2007 | 2019 |
| Einwohner                  | 812  | 780  | 756  | 928  | 939  | 908  | 960  | 1098 |
| Quellen: Cassini und INSEE |      |      |      |      |      |      |      |      |

## Sehenswürdigkeiten
- Kirche Sainte-Barbe
- Kirche Saint-Mary im Ortsteil Saint-Mary

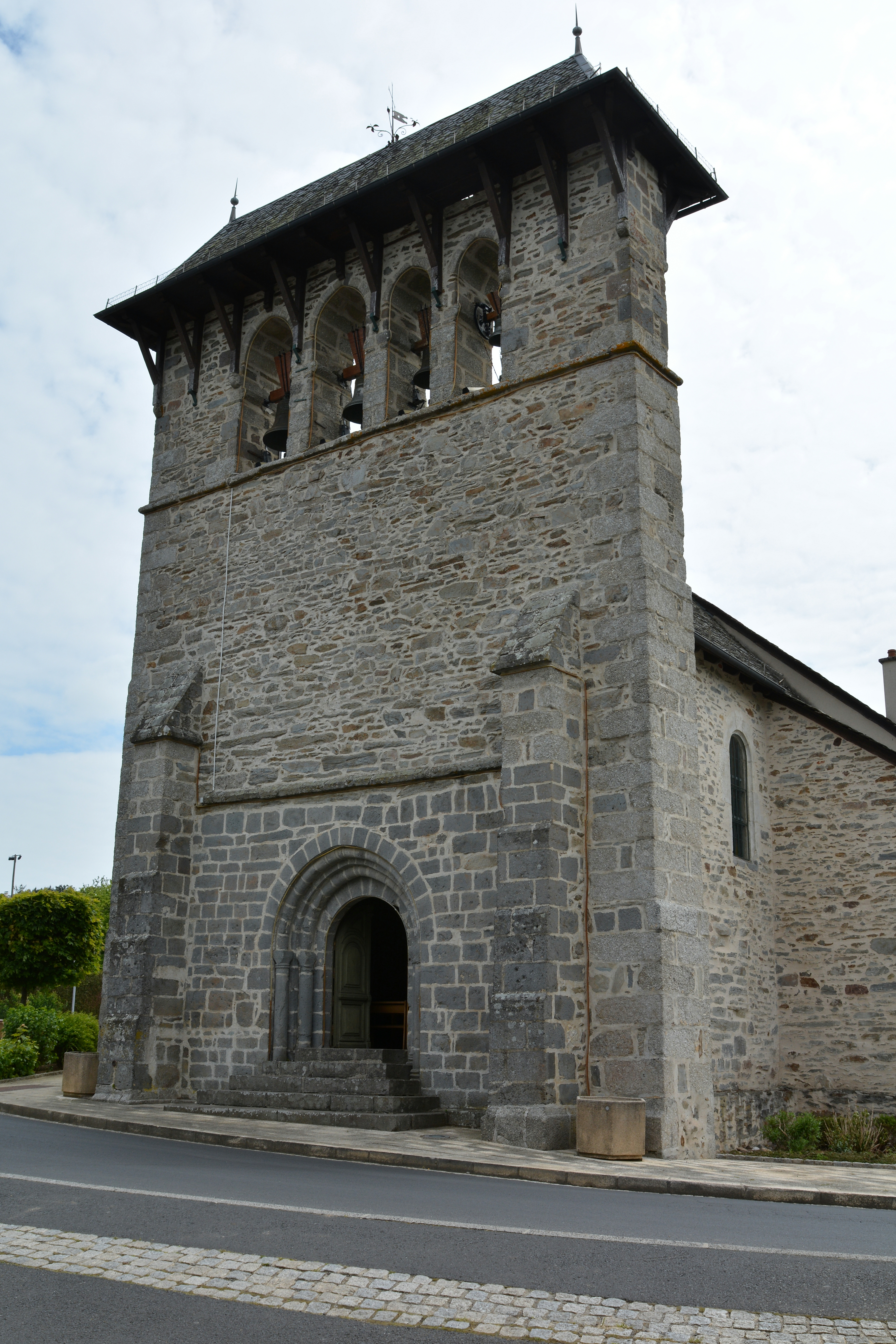
Kirche Sainte-Barbe

- `Kapelle Saint-Mary